# American Empire: The Victorious Opposition
American Empire: The Victorious Opposition is het in 2003 verschenen derde en laatste deel van de American Empire-trilogie van de Amerikaanse schrijver Harry Turtledove, met een alternatieve geschiedenis waarin niet de Unie maar de Confederatie de Amerikaanse Burgeroorlog heeft gewonnen.

## Plot
De Confederatie heeft de Amerikaanse Burgeroorlog (1861-62) en de Tweede Mexicaanse Oorlog (1881-82) gewonnen dankzij de steun van het Britse Rijk en Frankrijk. Nadien heeft de Unie zich met Duitsland en de Centralen verbonden. De Centralen winnen deze oorlog; de Unie niet in de laatste plaats door een overwicht aan mankracht en industrie, en de barrels (tanks). The American Empire beschrijft het Interbellum, waarbij The Victorious Opposition de jaren 1934-1941 beschrijft, waarin de wereld afglijdt naar een nieuwe wereldoorlog.
Direct na de gewonnen verkiezingen vieren de stalwarts hun overwinning met gewelddadigheden tegen zwarten en in mindere mate politieke tegenstanders. Inmiddels neemt de Freedom Party het staatsapparaat over en begint een Gleichschaltungsproces. Personen in sleutelposities, met name rechters, worden vervangen of gedwongen de Freedom Party te volgen. Wie niet gehoorzaamt overkomt een 'ongeluk'. Featherston schakelt het Hooggerechtshof uit door een wet in te dienen die de indamming van de grote rivieren moet regelen, zodat overstromingen voorkomen worden en elektriciteit kan worden opgewekt. Wanneer het Hooggerechtshof de wet als onconstitutioneel afwijst (de Grondwet staat indamming van de rivieren in principe niet toe), schaft Featherston het Hooggerechtshof af.
In Frankrijk komt de Action Française aan de macht die de monarchie herinvoert met Charles Maurras als Karel XI als koning. In Groot-Brittannië komen de Silver Shirts van Oswald Mosley op, en worden een luidruchtige maar invloedrijke minderheid in het Lagerhuis, die door de Conservatieven van Churchill gesteund wordt. Featherston stuurt Anne Colleton naar Parijs om onofficieel met de Fransen te praten over een mogelijke alliantie.
Sommige zwarten proberen als reactie op het geweld terug te slaan of te schieten, wat precies is wat Featherston hoopt. Hij gebruikt dit namelijk als excuus om aan president Hoover toestemming te vragen om het leger uit te breiden. Deze krijgt hij, want Hoover vindt dat iedere overheid het recht en de plicht heeft de orde in eigen land te handhaven. Aan argumenten dat Featherston zelf de onrust heeft veroorzaakt wordt voorbijgegaan: hoewel de USA minder racistisch is dan de CSA hebben de meeste (blanke) politici bijzonder weinig op met zwarten. Ook wordt de luchtmacht op poten gezet, met als civiele vliegtuigen vermomde jagers en bommenwerpers.
De Verenigde Staten beëindigen de vrij ineffectieve Pacifische Oorlog met Japan in een status quo ante bellum. Dit verandert niets aan de nog steeds voortdurende depressie en de nog steeds oplopende werkloosheid. De Democraten verliezen eerst hun meerderheid aan de Socialisten in het Congres, waarna in 1936 Hoover de verkiezingen verliest van de Socialist Al Smith. Deze brengt Utah tot ongenoegen van het leger terug onder civiel gezag.
In 1936 probeert een zwarte hotdogverkoper Jake Featherston tijdens de Olympische Spelen in Richmond dood te schieten, maar de aanslag wordt verijdeld. Dit is nog meer koren op Featherstons racistische molen. Featherston overleeft later een tweede moordaanslag door stalwarts. Uiteindelijk blijkt de opdrachtgever de vicepresident Willy Knight te zijn geweest. Knight was voorzitter van een rivaliserende beweging die door de Freedom Party was opgeslokt, en het motief was onvrede met het feit dat hij de eeuwige nummer 2 was en als vicepresident niets te vertellen had. Knight wordt gearresteerd.
De gevangenissen raken zo overvol dat concentratiekampen worden opgezet voor tegenstanders en zwarten. In Louisiana wordt in 1938 de laatste politieke tegenstander van Featherston uit de weg geruimd: Radicaal Liberaal gouverneur Huey Long, die er onafhankelijk van de Freedom Party als een kleine tiran heerste, wordt (waarschijnlijk in opdracht van Featherston) doodgeschoten. Direct wordt de staat onder de krijgswet geplaatst en kopstukken gearresteerd. Jefferson Pinkard wordt vanwege zijn ervaring met kampen in Mexico benoemd tot hoofd van Camp Dependable, een kamp in Louisiana dat oorspronkelijk bedoeld was voor tegenstanders van gouverneur Long, maar nu Longs voormalige aanhangers herbergt. Al snel wordt dit aangevuld met zwarten, die anno 1938 al voor het minste of geringste gearresteerd en naar de kampen worden gestuurd. Ook krijgt Pinkard een speciale gevangene onder zijn hoede: voormalige vicepresident Willy Knight. Featherston hoopt dat de zwarte gevangenen de voormalige prominente Freedom Partyman zullen lynchen, maar dit gebeurt niet.
Na enige tijd krijgt Pinkard een telefoontje van procureur-generaal Ferdinand Koenig met de mededeling dat zijn overvolle kamp nog een lading zwarten te verwerken krijgt, zonder vermeerdering van de rantsoenen. Wanneer Pinkard protesteert dat zijn kamp dit niet aan kan, riposteert Koenig dat Pinkard dan maar 'alles' moet doen om het aantal gevangenen in zijn kamp te 'reduceren', zodat er wel ruimte is. Pinkard gehoorzaamt en laat systematisch grote aantallen zwarte gevangenen neerschieten. Pinkard is een massamoordenaar geworden.
Featherston zet verder een groot industrialisatieproject op, waarin machinefabrieken worden gebouwd om de landbouw te mechaniseren. Hierdoor wordt de opbrengst verhoogd en wordt de Geconfedereerde economie minder afhankelijk van de grotendeels in de landbouw werkende zwarten. Brodeloos geworden trekken deze en masse naar de zwarte wijken in de steden, waar de politie en de Freedom Party hen makkelijker onder controle kan houden. Bovendien zijn de fabrieken ook uitermate geschikt voor wapenproductie. 
Nu Featherston heer en meester in eigen land is en opbouw van zijn leger vordert, eist hij dat in alle voormalige Geconfedereerde territoria plebiscieten worden gehouden. Veel politici in het noorden zien hier ook wel wat in vanwege de voortdurende rellen en aanslagen tegen de overheid. De gebieden hebben inmiddels zelfs hun eigen afdelingen van de Freedom Party waardoor zelfs Freedom Partyleden zitting hebben in het Congres en het Huis van Afgevaardigden, waar ze niets anders doen dan de zittingen verstoren.
In Richmond vinden besprekingen plaats tussen Featherston en Smith, die leiden tot de beslissing om op 7 januari 1941 plebiscieten in Kentucky, Houston en Sequoyah te houden. De plebiscieten zullen onder gezamenlijk toezicht staan, en zowel de Unie als de Confederatie beloven zich bij de resultaten neer te leggen, waarbij bovendien de afspraak geldt dat de Confederatie de staten ook na teruggave 25 jaar niet te militariseren. Kentucky en Houston stemmen voor de Confederatie, en Sequoyah voor de Unie. Na 25 dagen breekt Featherston zijn belofte en trekt zijn gemoderniseerde leger Kentucky binnen.
In Europa eist Frankrijk, gesteund door de Britten, teruggave van Elzas-Lotharingen, gebruikmakend van het feit dat de Duitse keizer Wilhelm II op sterven ligt. Na diens dood weigert de nieuwe keizer Friedrich Wilhelm V dit, waarop Frankrijk en Groot-Brittannië Duitsland de oorlog verklaren. Featherston eist inmiddels van de USA opnieuw alle nog bezette voormalige Geconfedereerde territoria onder het excuus dat het niet fair is om eerst onrechtmatig iets te stelen en daarna de bestolene als zoethoudertje een deel ervan terug te geven. President Smith weigert nu nog met Featherson in discussie te gaan, omdat deze niet te vertrouwen is en na iedere concessie om meer vraagt en blijkbaar op oorlog uit is. Hierop stelt Featherston op 22 juni 1941 Operatie Blackbeard in werking: een gecoördineerde grootschalige aanval op de Verenigde Staten.